# Visual InterDev
Microsoft Visual InterDev, parte de Microsoft Visual Studio 97 y 6.0, es un entorno de desarrollo integrado (IDE) usado para crear aplicaciones web usando las tecnologías de Microsoft Active Server Pages (Páginas de Servidor Activo o ASP). Puede completar código, tiene herramientas de administración de servidor de base de datos y un compilador integrado.
El IDE extenso de InterDev está compartido con Microsoft Visual J++ y es el precursor del IDE de Microsoft Visual Studio .Net. Posteriormente, Visual Web Developer reemplazó a InterDev en la suite de herramientas de Visual Studio.
- Datos: Q4052749